# Зеленська сільська рада (Петрівський район)
| Зеленська сільська рада — колишній орган місцевого самоврядування у Петрівському районі Кіровоградської області з адміністративним центром у с. Зелене. Сільській раді були підпорядковані населені пункти: - с. Зелене - с. Артемівка |

## Склад ради
Рада складалася з 14 депутатів та голови.

### Керівний склад ради
| ПІБ                      | Основні відомості                                                                         | Дата обрання | Дата звільнення |
| ------------------------ | ----------------------------------------------------------------------------------------- | ------------ | --------------- |
| Буртова Ірина Григорівна | Сільський голова, 1963 року народження, освіта, член Народно-демократичної партії України | 26.03.2006   | 31.10.2010      |
| Беркун Інна Вікторівна   | Сільський голова, 1973 року народження, освіта середня загальна                           | 31.10.2010   |                 |

Примітка: таблиця складена за даними джерела

## Населення
Згідно з переписом УРСР 1989 року чисельність наявного населення сільської ради становила 1390 осіб, з яких 605 чоловіків та 785 жінок.
За переписом населення України 2001 року в сільській раді мешкали 1064 особи.

### Мова
Розподіл населення за рідною мовою за даними перепису 2001 року:
| Мова       | Відсоток |
| ---------- | -------- |
| українська | 93,05 %  |
| російська  | 4,79 %   |
| молдовська | 0,19 %   |
| білоруська | 0,09 %   |
| інші       | 1,88 %   |